# Studenec (okres Semily)
Studenec je podkrkonošská obec, nacházející se na Jilemnicku, v jihovýchodní části okresu Semily. Je tvořena třemi částmi, Studencem (katastrální území Studenec u Horek, stejný název nese místní pošta), Rovnáčovem, který je se Studencem stavebně propojen, a Zálesní Lhotou. Mezi nimi se nachází vrch Stráž (630 m). Žije zde přibližně 1 800 obyvatel.

## Historie
Vrch Stráž je v 11. století zmiňován pod názvem Custodius v souvislosti se zemskou stezkou.
První písemné zmínky o Studenci pocházejí ze 14. století. Vznik obce je spojen s existencí tří hospodářských dvorů. Mezi šlechtickými majiteli Studence byli například Trčkové z Lípy či Albrecht z Valdštejna, posledními pak Bergerové z Bergenthalu. Během 19. století došlo k rozmachu domácí textilní výroby a Studenec získal přízvisko „vesnice tkalců“. V roce 1911 byla založena textilní továrna firmy Fejfar & Mládek.
Zálesní Lhota vznikla v rámci středověké německé kolonizace pohraničí a byla až do roku 1945 německou sudetskou vesnicí pod názvem Huttendorf. Ke Studenci byla připojena v roce 1981, Rovnáčov už roku 1960.

## Symboly
Na symbolech obce, znaku a vlajce, jsou na čestném místě vyobrazeny meč a váhy, symboly spravedlnosti, které se v minulosti objevovaly na pečetích Studence i Zálesní Lhoty. Jejich zlatá barva a modrý podklad odkazují na Albrechta z Valdštejna, obě vesnice patřily do jeho vlastnictví. Tři vodorovné pruhy ve znaku v barvách Trčků z Lípy odkazují na tři hospodářské dvory, ze kterých Studenec vznikl, a jejich majitele. Černá ostrev se čtyřmi suky na zlatém podkladě připomíná Bergery z Bergenthalu, kteří se zasloužili o rozvoj Studence a kteří byli jeho posledními šlechtickými majiteli.
Znak a vlajka byly přijaty v roce 1996.

## Pamětihodnosti
- novorománský kostel sv. Jana Křtitele ve Studenci 1868
- novogotický kostel sv. Jana Nepomuckého v Zálesní Lhotě 1884
- novorenesanční zámek ve Studenci

### Zaniklé stavby
- Větrný mlýn

## Obyvatelstvo
Při sčítání lidu v roce 2001 žilo v obci Studenec 1704 obyvatel (835 mužů a 869 žen). V následujících letech se počet zvyšoval, při sčítání v roce 2011 se jednalo o 1843 obyvatel.
| 1869 | 1880 | 1890 | 1900 | 1910 | 1921 | 1930 | 1950 | 1961 | 1970 | 1980 | 1991 | 2001 | 2011 | 2019 |
| ---- | ---- | ---- | ---- | ---- | ---- | ---- | ---- | ---- | ---- | ---- | ---- | ---- | ---- | ---- |
| 2238 | 2186 | 2200 | 2085 | 1892 | 1715 | 1627 | 1173 | 1320 | 1420 | 1414 | 1712 | 1704 | 1778 | 1923 |

Při sčítání v roce 2001 uvedlo 97 % obyvatel českou národnost, zbytek představovala slovenská, německá, polská a případně neuvedená.

### Náboženství
Na území obce se nacházejí dvě římskokatolické farnosti, Studenec s farním kostelem sv. Jana Křtitele (k ní náleží také okolní vesnice Bukovina u Čisté, Čistá u Horek s kostelem sv. Prokopa a částečně Horka u Staré Paky), a Zálesní Lhota s farním kostelem sv. Jana Nepomuckého, která je ze Studence spravována excurrendo. Farnosti spadají do vikariátu Jilemnice, který je součástí královéhradecké diecéze.
Při sčítání lidu v roce 2001 se za věřící označilo 49 % obyvatel (římskokatolická církev 44 %, Církev československá husitská 2,6 %, Českobratrská církev evangelická 0,6 %, ostatní 1,6 %), bez vyznání bylo 41 % a desetina svoje vyznání neuvedla.

## Podniky
Na území obou vesnic působí akciová společnost ZETKA Strážník (zkratka ze slov zemědělství a těžba kamene), kterou založilo v roce 2001 Zemědělské družstvo Studenec a převedlo do ní veškerou svoji činnost. Podnik se zaměřuje na produkci mléka a pěstování pšenice, řepky a sladovnického ječmene. Je také provozovatelem melafyrového lomu na východním okraji Studence, kde se těží stavební kámen.
Zástupcem tradičního textilního průmyslu je nejvýznamnější podnik obce, pobočka společnosti Tessitura Monti Cekia, jejíž centrála se nachází v Borovnici. Podnik sídlí v areálu původní továrny Fejfar & Mládek. Vyrábí se zde látka, která se dále prodává výrobcům košil.

## Doprava
Obcí prochází frekventovaný silniční tah na Krkonoše, silnice II/293 z Horek u Staré Paky do Jilemnice, od které v severní části Studence (Na Špici) odbočuje silnice II/295 na Vrchlabí a Špindlerův Mlýn.
Železniční spojení obec nemá, nejbližšími zastávkami jsou Martinice v Krkonoších na trati 040 a Horka u Staré Paky a Levínská Olešnice na trati 030.

## Spolky a události
Sportovní spolek Sokol Studenec byl založen roku 1897, v budově sokolovny provozuje tělocvičnu a turistickou ubytovnu. Oddíl lyžování každoročně organizuje přebor České obce sokolské v běhu na lyžích a závody v přespolním běhu Posvícenský koláč, které jsou zařazovány do krajských běžeckých seriálů. Spolek také pořádá vlastivědné vycházky po obci pod názvem Studenecké putování. V obci působí také Sokol Zálesní Lhota, jehož fotbalové družstvo se účastní okresní soutěže.
Sportovní klub Studenec byl obnoven roku 1991, kdy navázal na prvorepublikový stejnojmenný oddíl a jeho předchůdce Sportovní kroužek Studenec, založený roku 1923. Činnost klubu probíhá ve čtyřech oddílech. Fotbalový A tým hraje krajský přebor, B tým okresní soutěž, za B tým nastupoval v roce 2011 skokan na lyžích Roman Koudelka. Členové oddílu orientačních sportů dosahují v mládežnických kategoriích úspěchů i na vrcholných akcích, jako je mistrovství Evropy, a pořádají řadu významných závodů, včetně mistrovství republiky (např. Mistrovství České republiky v nočním orientačním běhu v roce 2018)  . Za oddíl alpského lyžování nastupují reprezentanti Daniela Marková a Adam Zika. Čtvrtou součástí klubu je oddíl lehké atletiky.
Orel Studenec má své zástupce v krajských volejbalových soutěžích žen, muži soutěží v okresních přeborech ve stolním tenise. Dalším sportovním spolkem je Tenisový klub Studenec, který vznikl v roce 1995 v souvislosti s výstavbou tenisových kurtů. V obci jsou aktivní dva hasičské spolky, Sbor dobrovolných hasičů Studenec založený roku 1886 a Sbor dobrovolných hasičů Zálesní Lhota. Klub důchodců pořádá pravidelně jednou měsíčně setkávání, besedy, exkurze nebo zájezdy.
Od roku 2008 se v obci koná soutěž vozidel-veteránů pod názvem Studenecké míle, jejíž trasa vedla v posledních ročnících ze Studence na Špindlerovku. Medializovanou událostí je koledování na svátek svatého Štěpána, které má ve Studenci tradici od roku 1954.
Skautské oddíly působí ve Studenci od roku 2010. Organizačně spadají pod skautské středisko Junáka v Jilemnici a sdružují celkem kolem sedmdesáti členů, především dětí.

## Rodáci a osobnosti
- Jiří Šlitr (1924–1969) – významný český hudební skladatel, instrumentalista, zpěvák, herec a výtvarník
- František Ladislav Sál (1867–1941) – český učitel, vlastivědný pracovník, autor pověstí a pohádek
- Antonín Šorm (1890–1947) – český katolický národopisec, redaktor a sběratel památek
- Karel Erban (1901–1982) – český filolog, pedagog a básník
- Václav Knotek (1910–1948) – štábní kapitán, učitel studenecké školy v letech 1934–1940, vedoucí šifrantů exilového ministerstva národní obrany, účastník třetího odboje
- Karel Exner (1920–2022) – římskokatolický kněz, emeritní probošt královéhradecké kapituly
- Zdeněk Remsa (1928–2019) – československý skokan na lyžích a trenér národního družstva
- Květa Jeriová-Pecková (* 1956) – československá reprezentantka v běhu na lyžích a trojnásobná olympijská medailistka

## Mikroregiony
Studenec je členem svazku obcí Jilemnicko a většího mikroregionu Krkonoše – svazek měst a obcí.

## Turistika

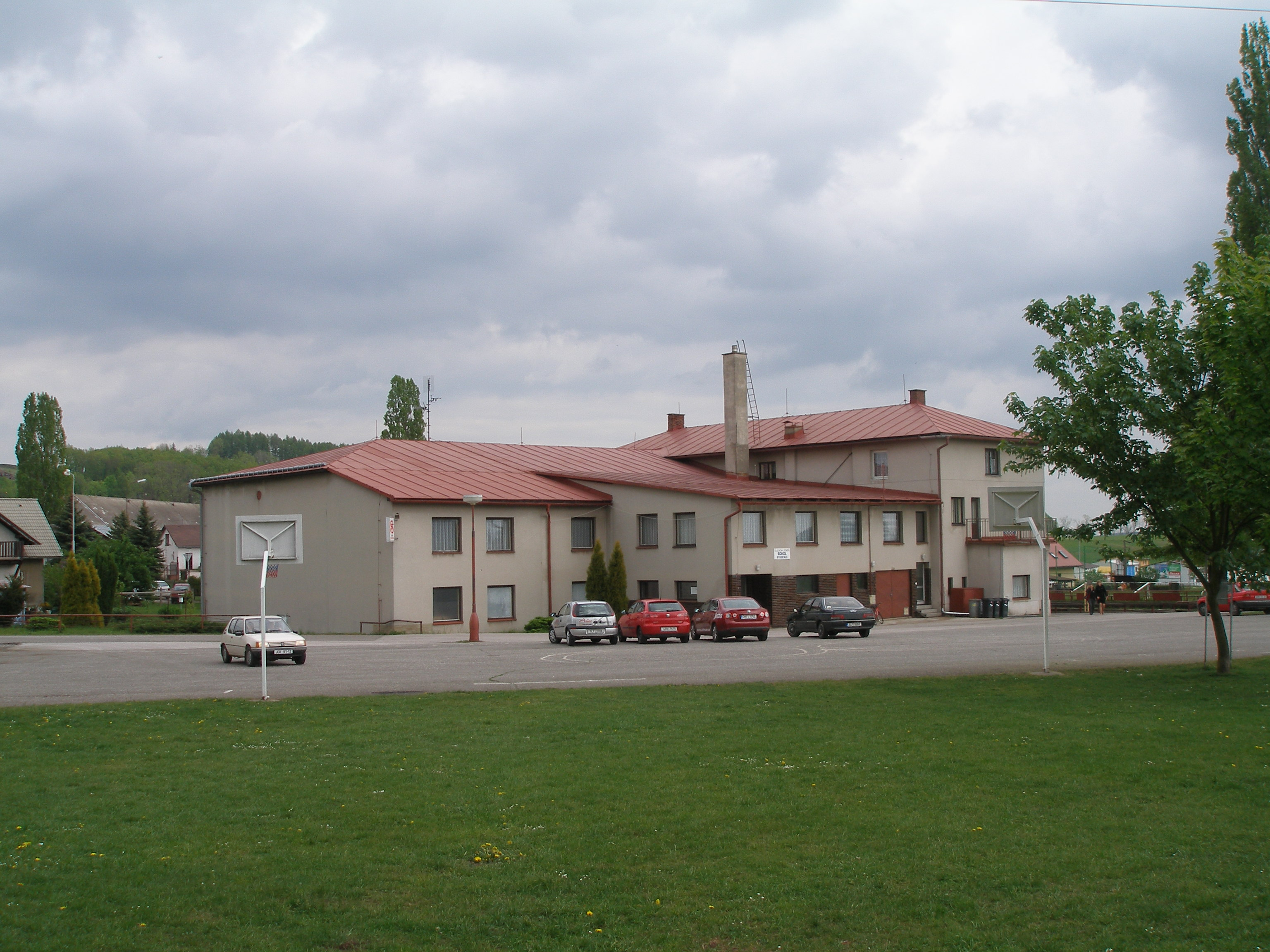
Sokolovna ve střední části Studence

V obci je vyznačena červená turistická trasa, která přichází z jihu z Levínské Olešnice k sokolovně ve středu Studence, dále pokračuje přes úbočí Stráže na křižovatku Na Špici v severní části a přes Rovnáčov do Martinic.
Jižní částí Studence prochází cyklotrasa 4294, která vede ze Žďáru a pokračuje do Bukoviny. V zimním období jsou v okolí Studence upravovány lyžařské běžecké tratě v celkové délce kolem 20 km, na které navazují tratě v sousedních Martinicích. Ve střední části Studence je v areálu školy vytvořena naučná stezka a arboretum.
V obci a jejím okolí se nacházejí místa dalekých výhledů, a to zejména na Krkonoše, Podkrkonoší a Český ráj.

## Ocenění
Obec se pětkrát zúčastnila soutěže Vesnice roku, a to v letech 1998 a 2008–2011. Při své první účasti roku 1998 se stal Studenec vesnicí roku v Libereckém kraji. V roce 2008 obdržel v krajském kole diplom za vzorné vedení obecní knihovny a zúčastnil se díky tomu soutěže Knihovna roku. Obecní knihovna byla do této soutěže za Liberecký kraj nominována také v roce 2006.
Nejvýznamnějšího úspěchu dosáhl Studenec v ročníku 2009, kdy byl v krajském kole oceněn Zelenou stuhou za péči o zeleň a životní prostředí a stejnou cenu získal následně také na celostátní úrovni. To mu zajistilo účast v mezinárodní soutěži Entente Florale Europe, ve které obdržel stříbrnou plaketu.
V roce 2010 získal v krajském kole ocenění za využití alternativních zdrojů energií. V roce 2011 byla obec v krajském kole oceněna Oranžovou stuhou za spolupráci obce a zemědělského subjektu. Roku 2012 se obec podruhé stala vesnicí roku v Libereckém kraji a zúčastnila se celostátního finále soutěže.

## Galerie

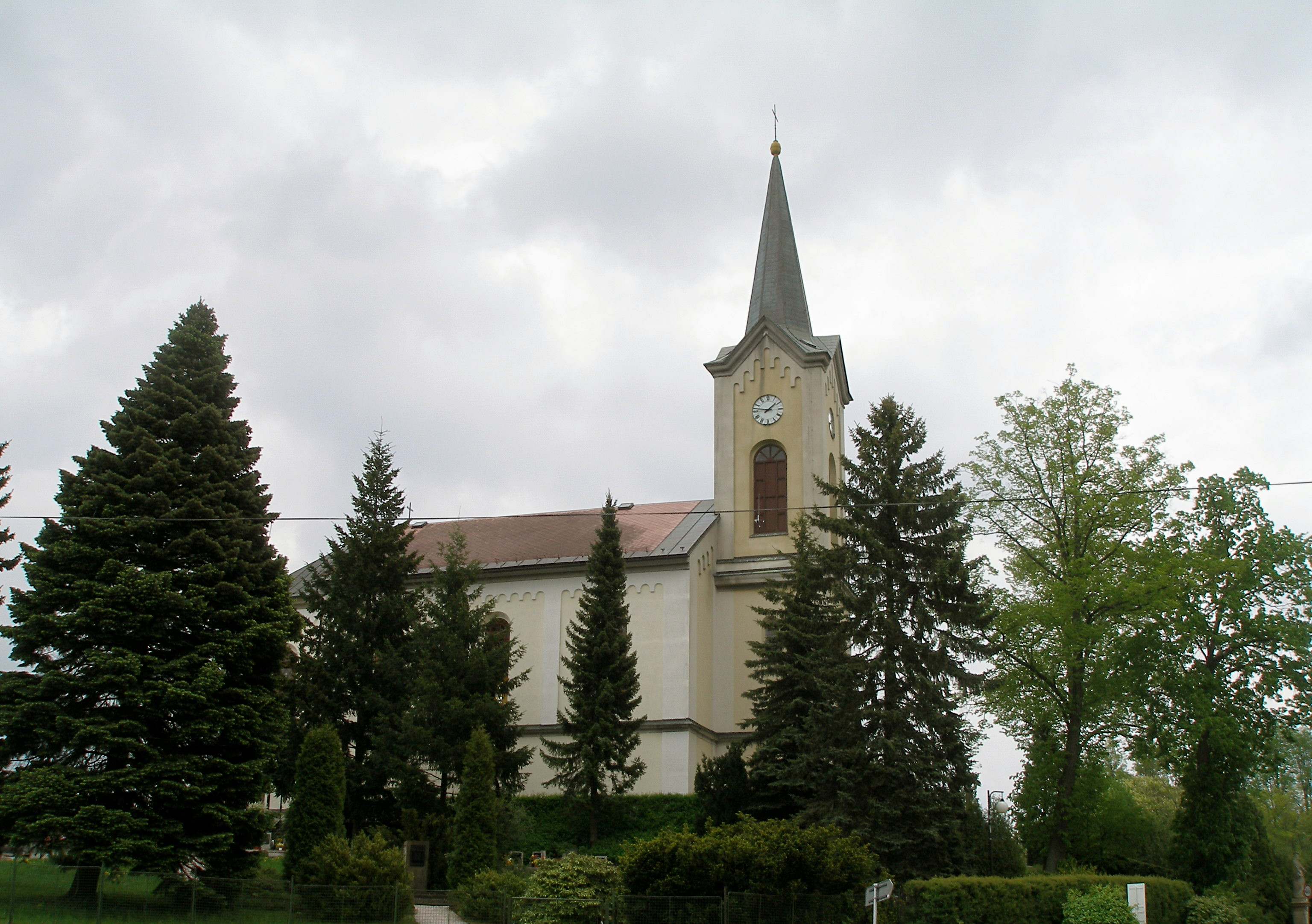
Kostel sv. Jana Křtitele z roku 1868
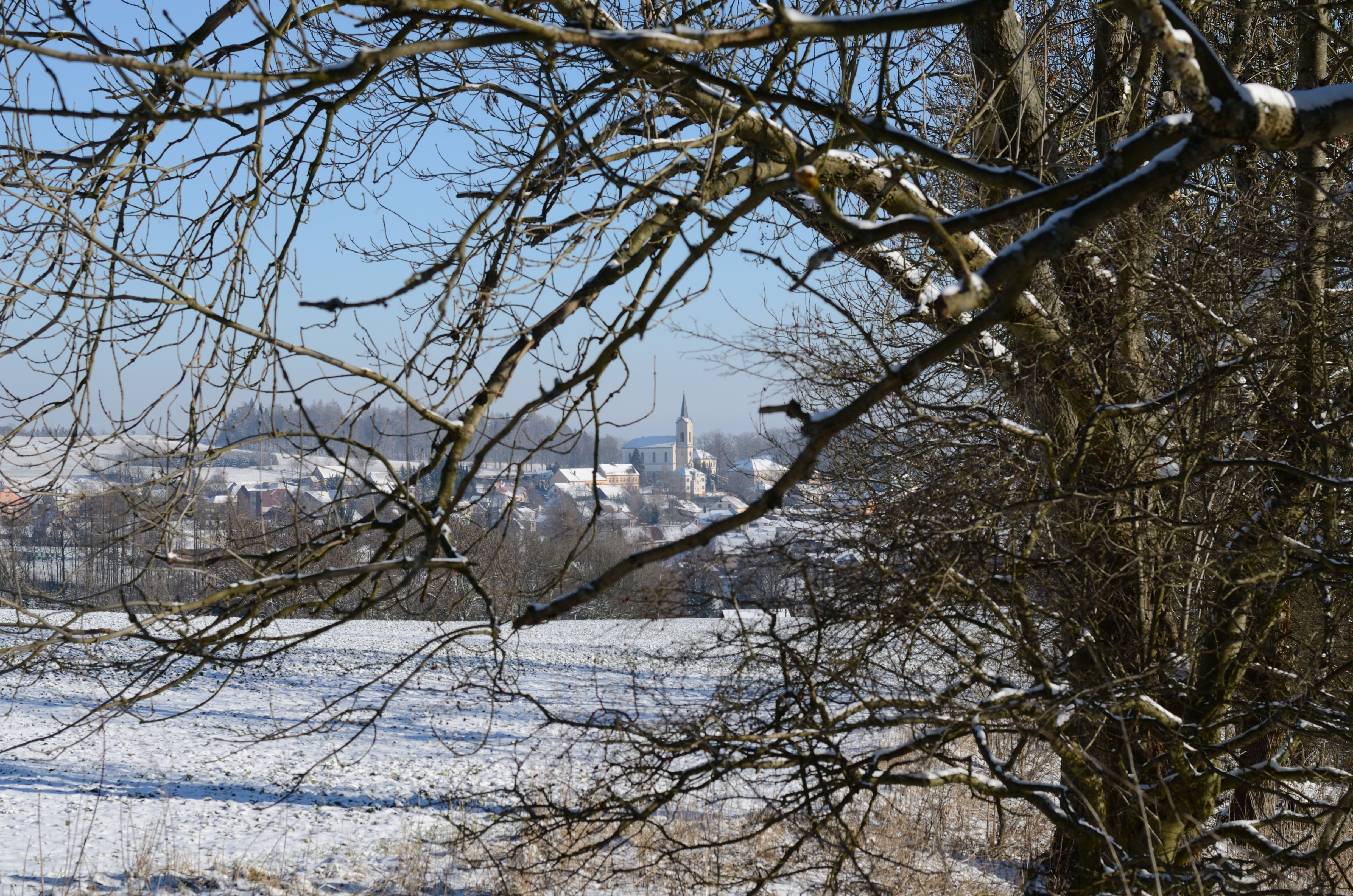
Zimní panorama obce
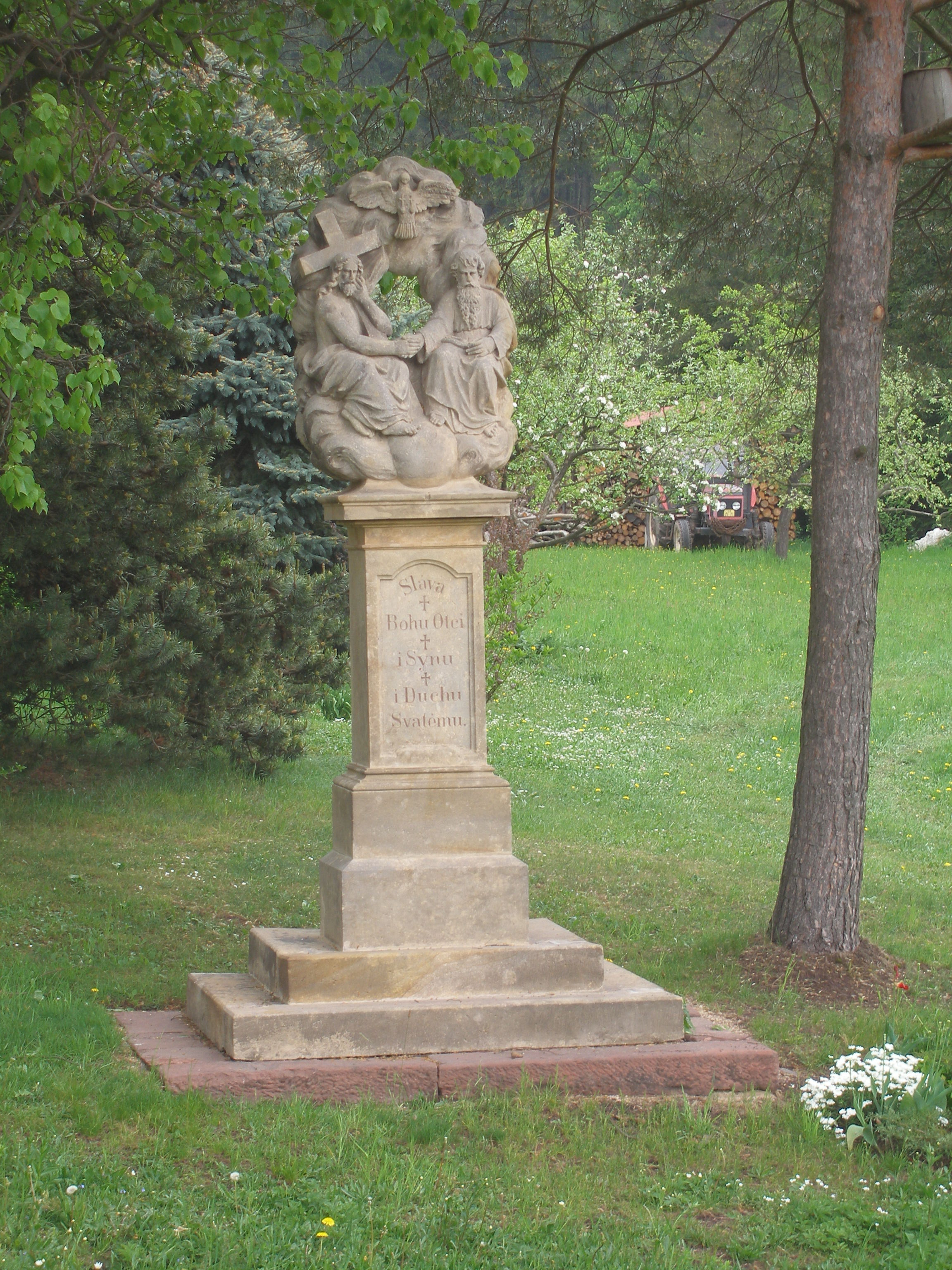
Socha Nejsvětější Trojice u čp. 310
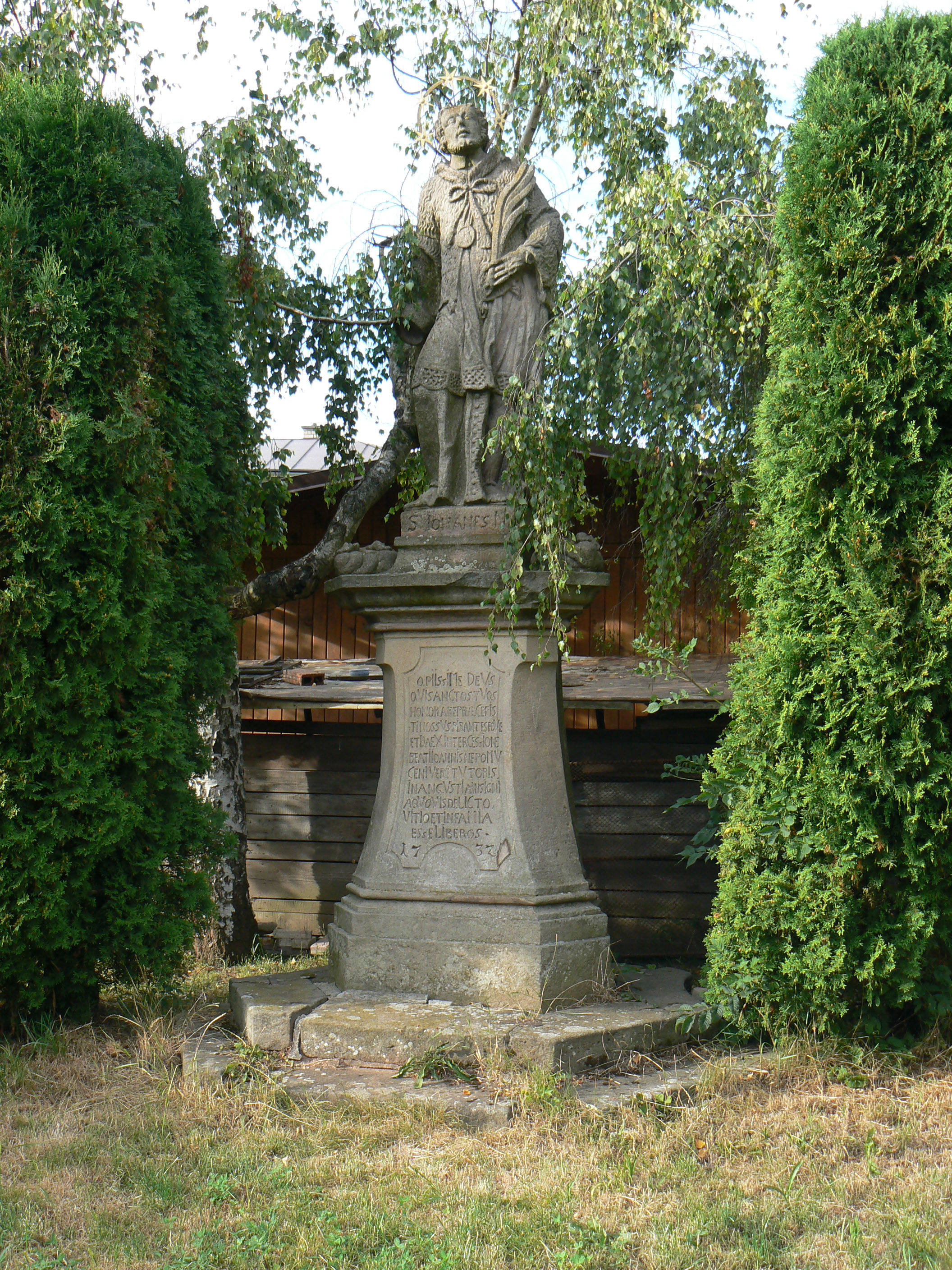
Socha sv. Jana Nepomuckého z roku 1732 u čp. 83
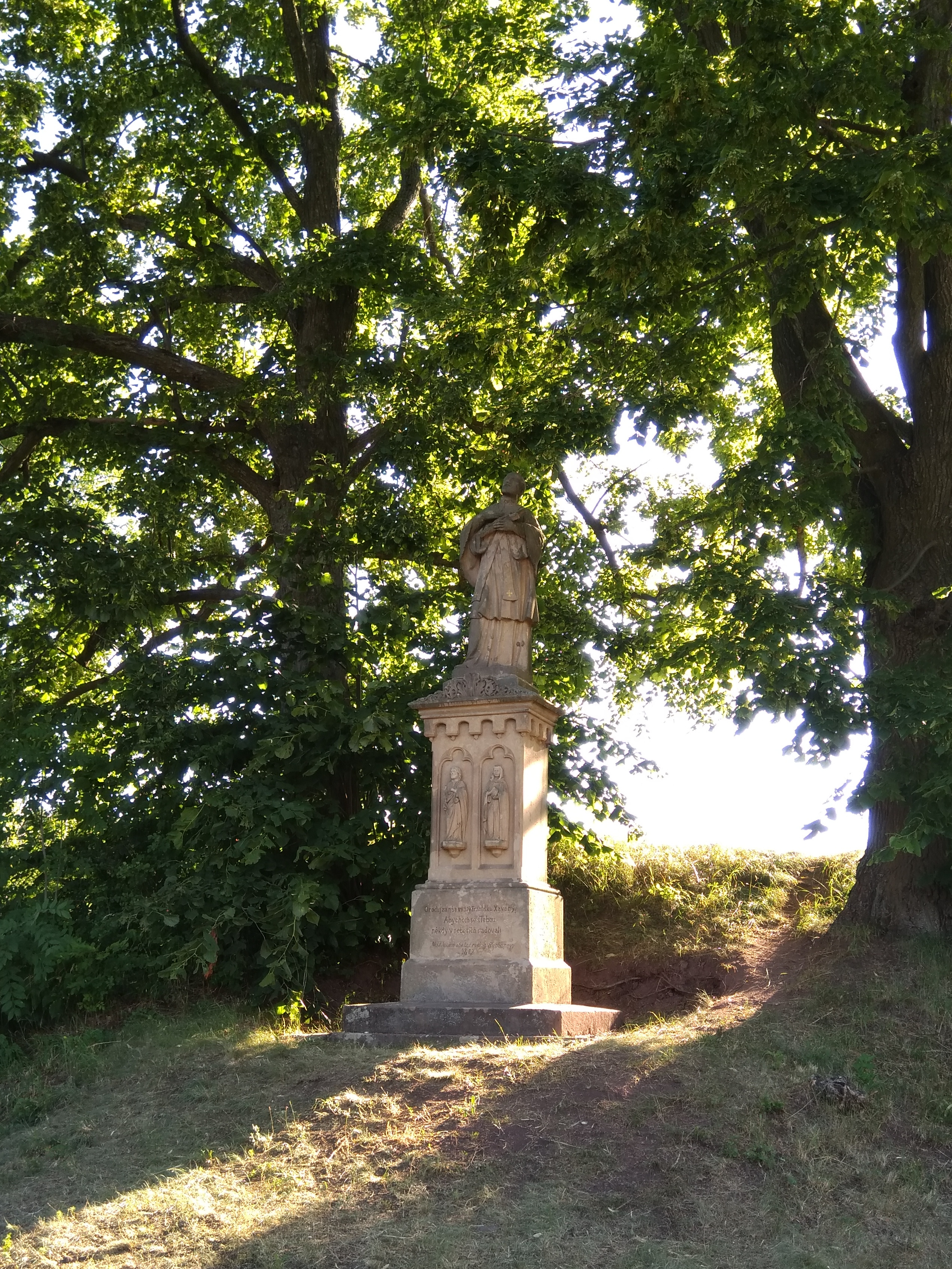
Socha sv. Františka Xaverského ve Studenci
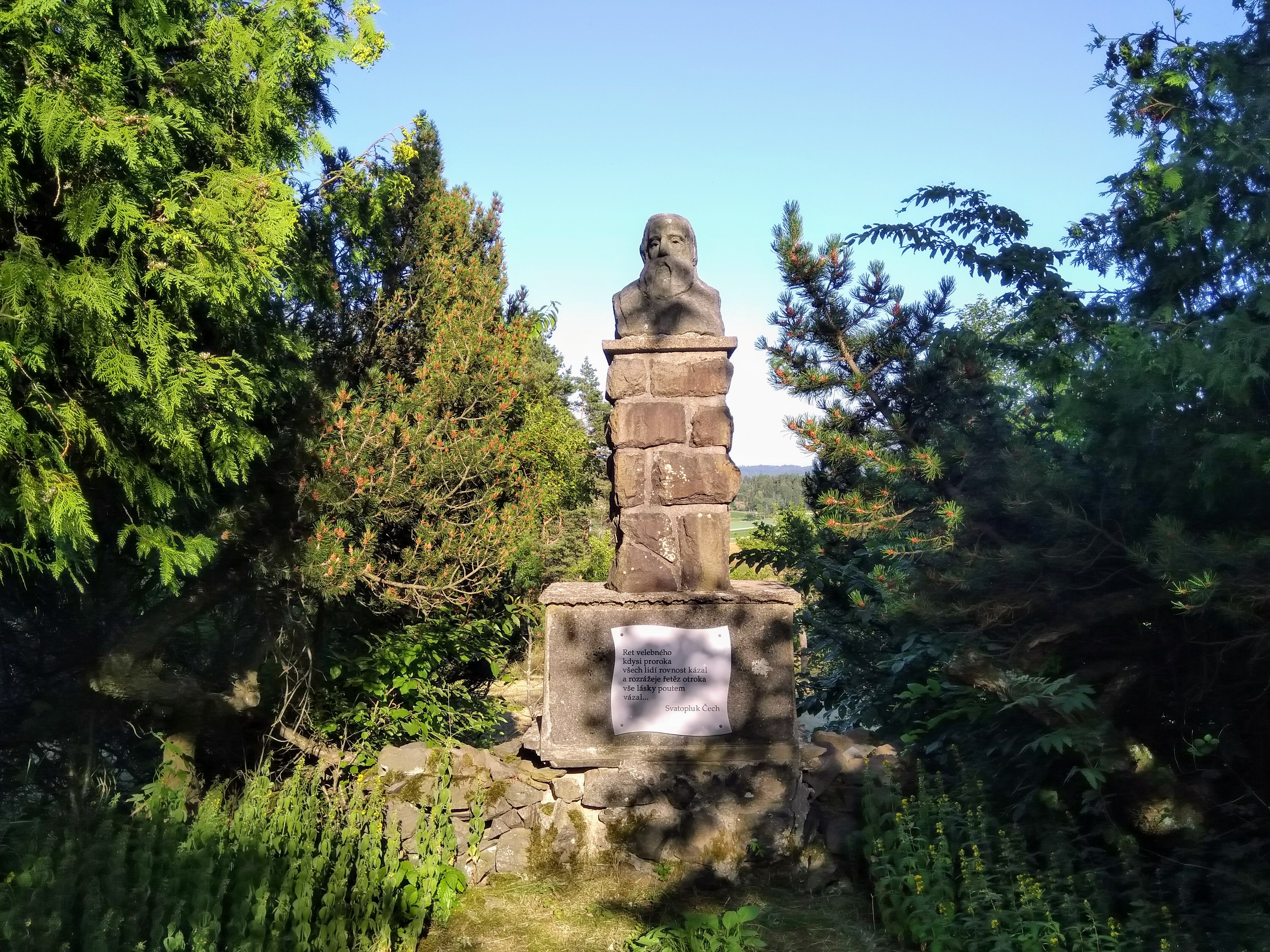
Pomník Svatopluka Čecha ve Studenci
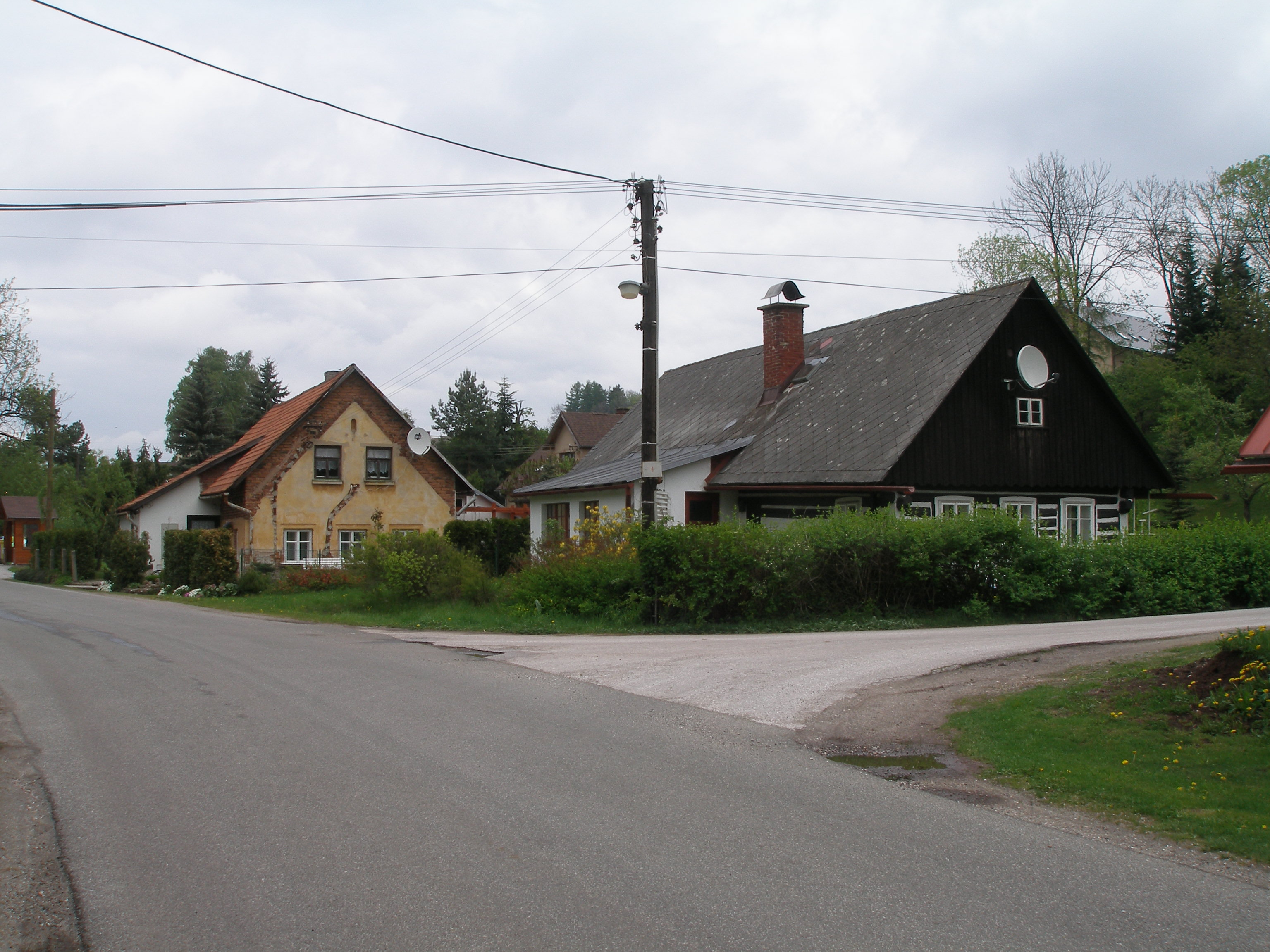
Křižovatka s roubenkou čp. 58
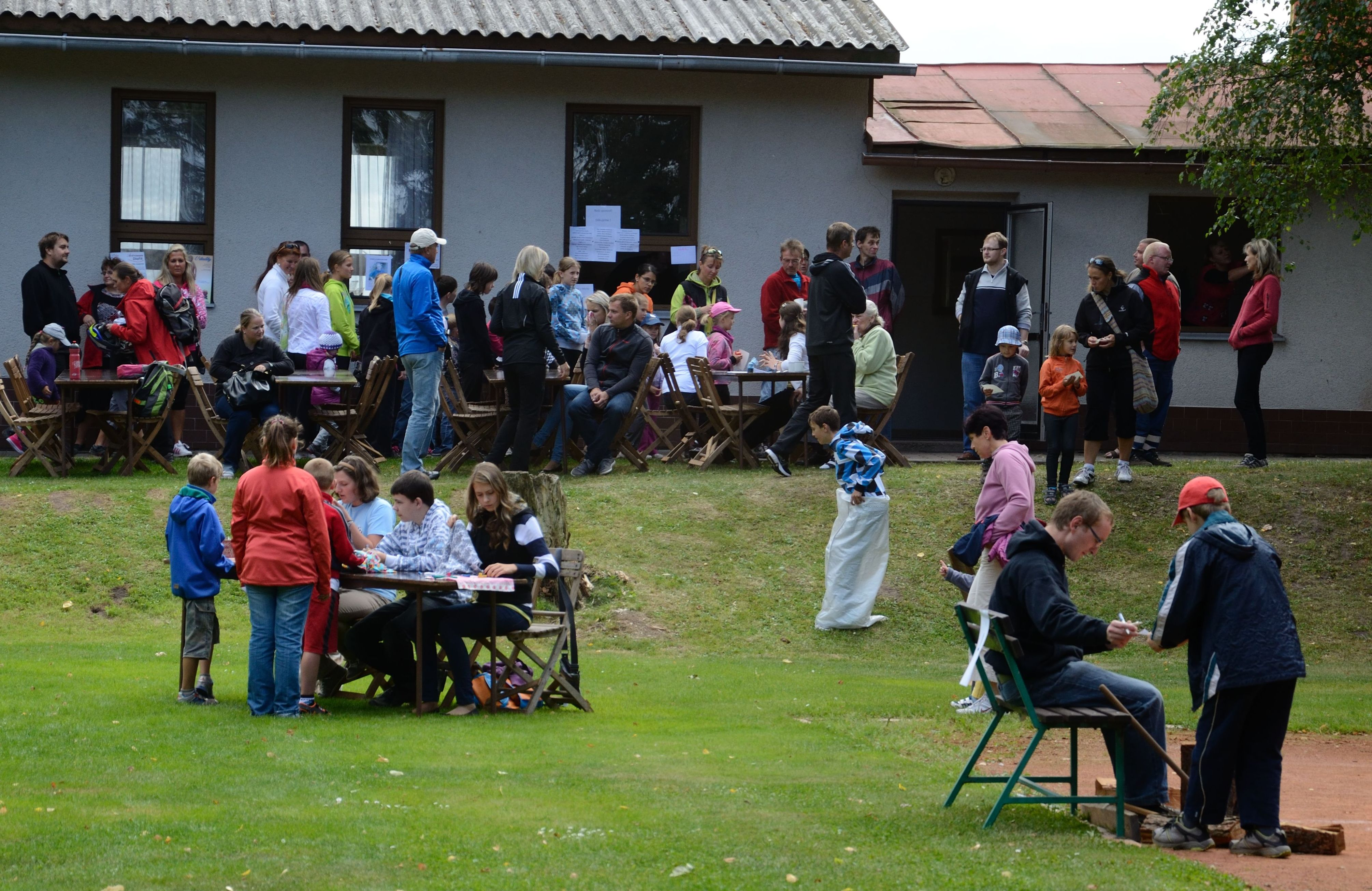
Každoročně pořádaný Dětský den u klubovny Orla (2013)
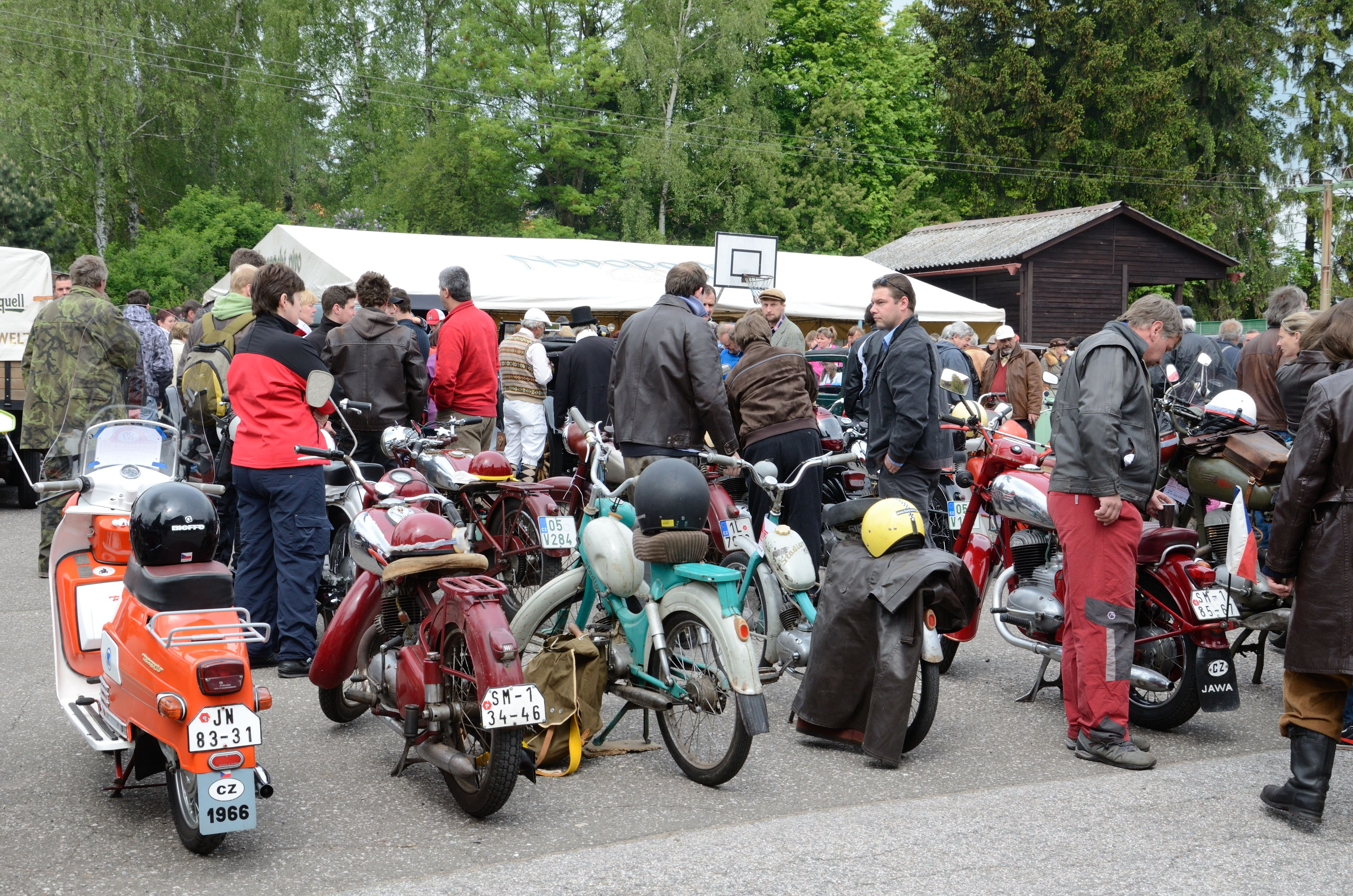
Každoroční sraz veteránistů Studenecké míle (2013)
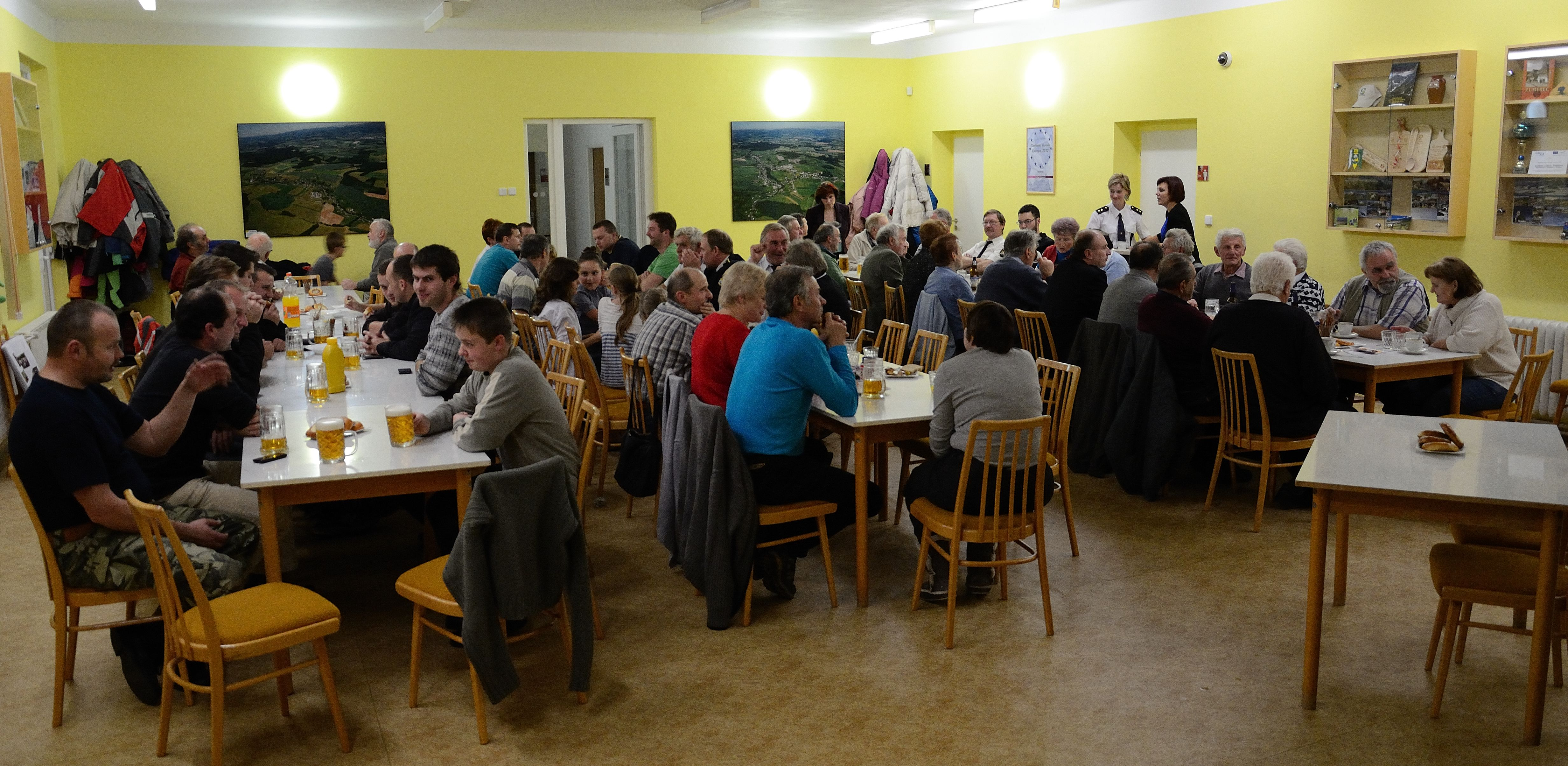
Výroční schůze místního Sboru dobrovolných hasičů (2013)
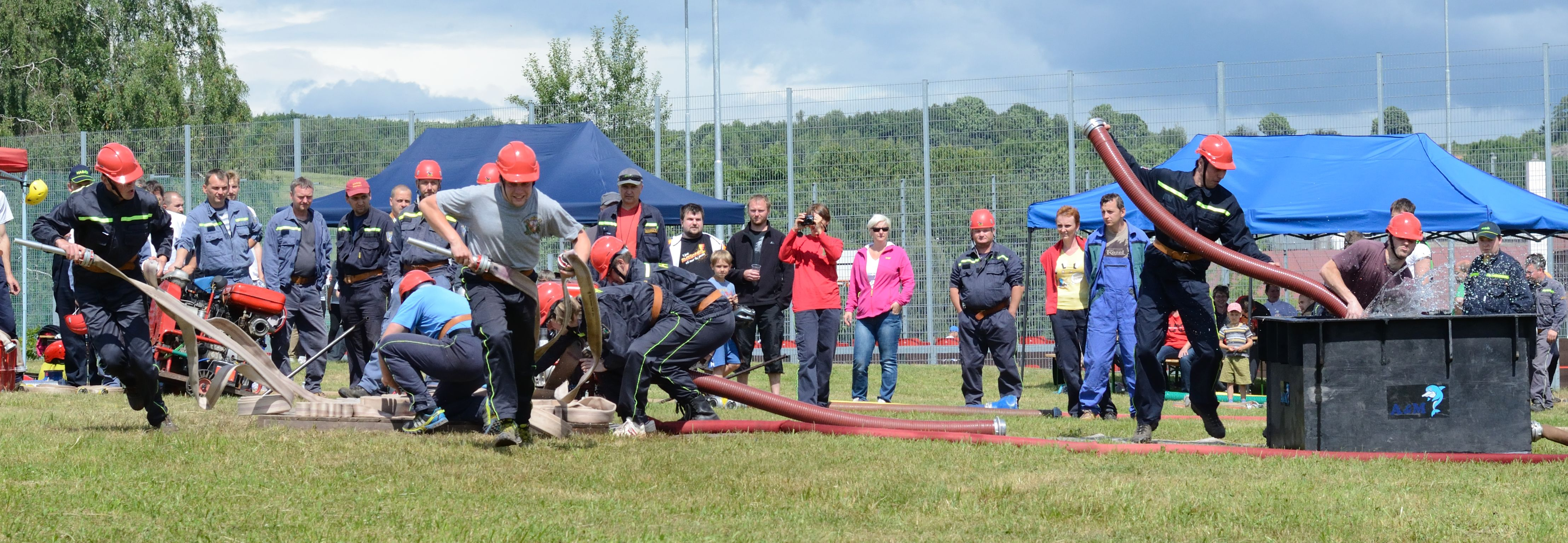
Hasičská soutěž ve Studenci, soutěží místní družstvo mužů (2014)
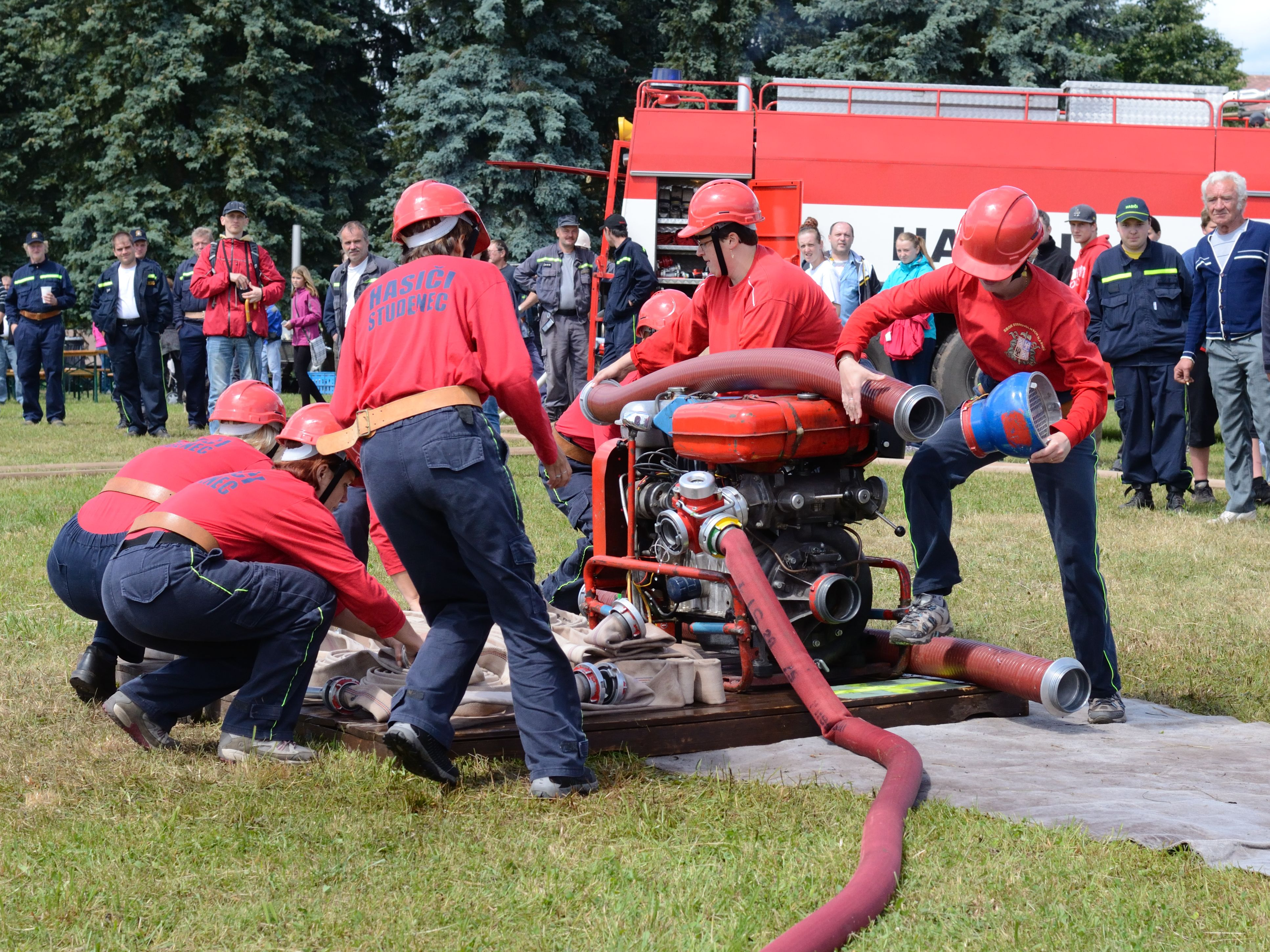
Hasičská soutěž ve Studenci, soutěží místní družstvo žen (2014)
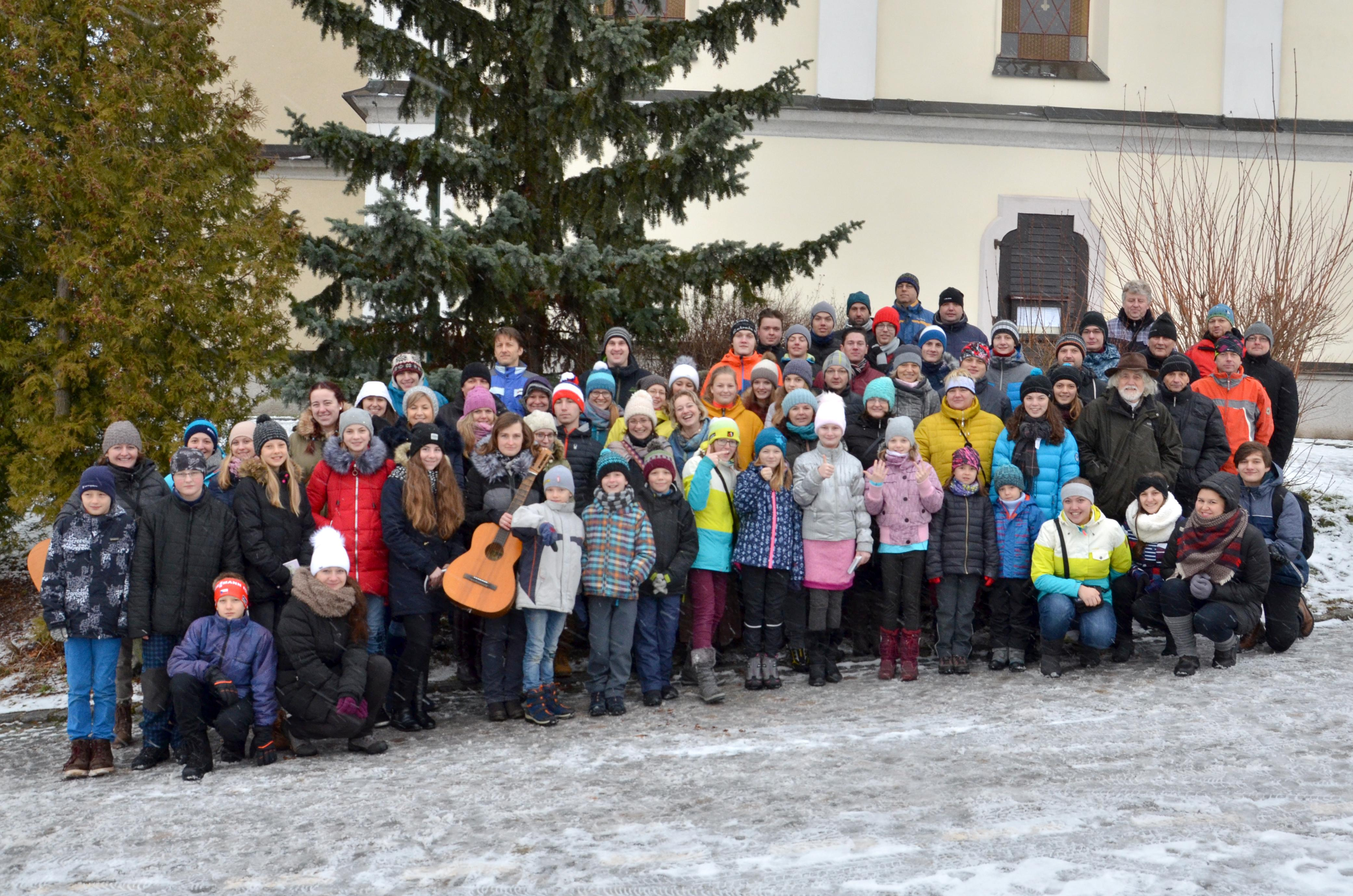
Tradiční svatoštěpánská kolada (2018)
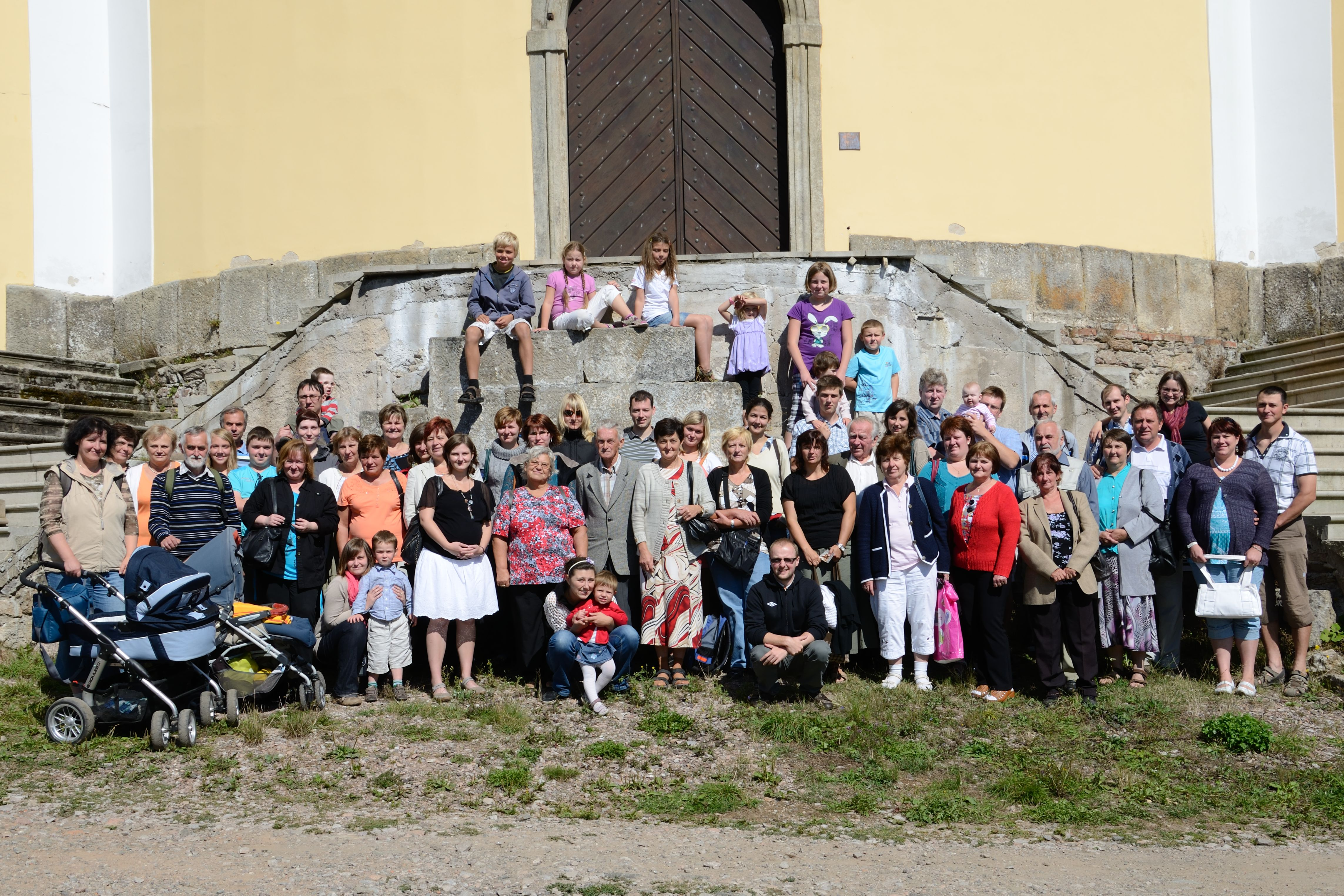
Studenecká farní pouť do Neratova (2013)